# Luchthaven Carsamba
Luchthaven Samsun Carsamba (Turks: Samsun Çarşamba Havalimanı) is een civiel vliegveld in de noordelijke Turkse stad Samsun.
Het vliegveld werd geopend in 1998 voor civiele vluchten naar enkele nationale bestemmingen.

## Locatie
Het vliegveld ligt in het oosten van Samsun in de provincie Çarşamba, 19 km van het centrum vandaan.

## Codes
- IATA: SZF
- ICAO: LTFH

## Terminal
- 4.725 m² bruikbaar gebied
- Parkeerruimte voor 246 wagens

## Banen
Het vliegveld beschikt over een baan van beton met een lengte van 3000 meter.